# Никита Павловец
Никита Па́вловец (ум. 24 марта 1677, Москва) — жалованный иконописец Оружейной палаты.

## Биография
В 1668 году взят в Оружейную палату из села Павлово (от него получил своё топонимическое прозвище) Нижегородского уезда «для того, что прежние иконописцы Степан Резанцев от многих великаго государя иконописных дел устарел, а Федор Козлов болен, а Симон [Ушаков] c товарищи безпрестанно у государевых дел… и по их, иконописцев, свидетельству он, Микита, иконного художества в письме мастер». При поступлении в Оружейную палату Никите были выданы деньги на приобретение двора в Москве так как он был «взят к Москве неволею и навечное житье».
Кроме отдельных царских заказов Никита Павловец в 1672 году наблюдал за реставрацией росписей в Золотой палате, а в 1674 году участвовал в реставрации иконостаса Успенского собора Московского Кремля.
Предполагают, что в 1670-х годах Никита Павловец работал в Желтоводском монастыре в котором и был похоронен после своей смерти в 1677 году.

## Сохранившиеся работы
- Никола поясной (1659 год, Собрание старообрядческой общины при Рогожском кладбище в Москве);
- Минея на июнь, июль и август (1668—1677 гг., Музеи Ватикана, Рим);
- Явление иконы Богоматери Жировицкой (1669 год, СПМЗ);
- Богоматерь Вертоград заключенный (ок. 1670 года, ГТГ);
- Чудо Георгия о змие и Чудо Дмитрия Солунского (ок. 1670 года, ГТГ);
- Троица (1671 год, ГРМ);
- Воскрешение Лазаря, из праздничного чина (1673 год, ГТГ);
- Крещение (1674 год, ГТГ);
- Праздники богородичные (Доброчадие) (1675 год, ГТГ);
- Царь Царем, или Предста Царица (Никита Павловец «с товарищи», 1676 год, ГТГ);
- Троица (Симон Ушаков, Никита Павловец, 1677 год, ГМЗК).

## Галерея

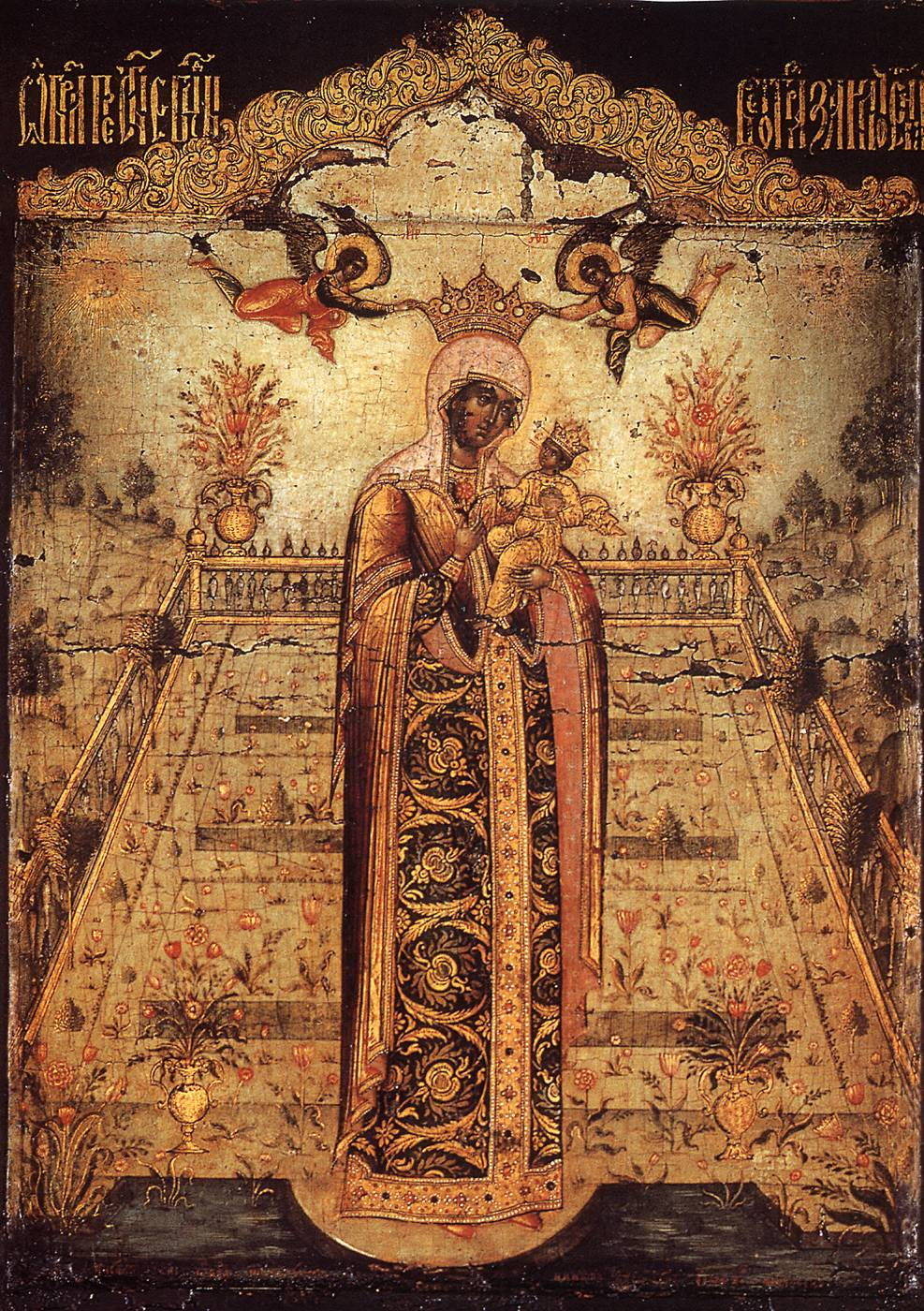
«Вертоград заключенный», ок. 1670 г.
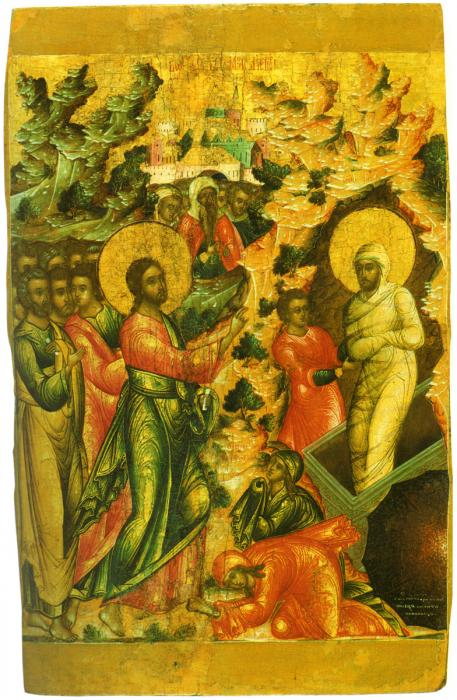
«Воскрешение Лазаря», 1673 г.
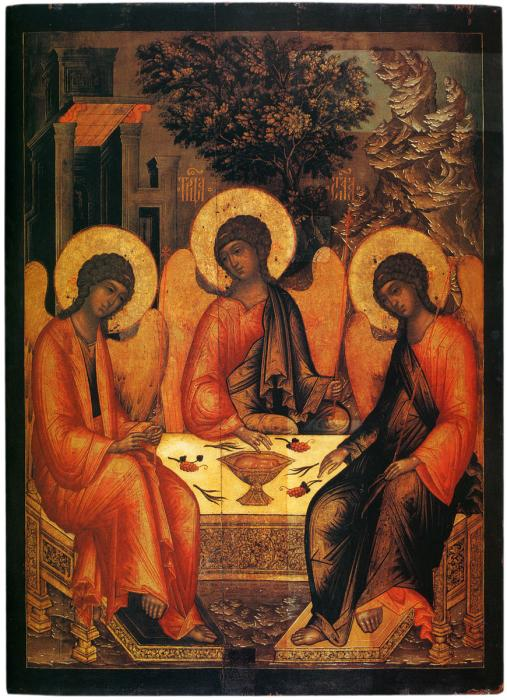
«Троица», 1677 г.